# Bay to Breakers
Bay to Breakers is een hardloopwedstrijd en volksstratenloop van 12 kilometer door de stad San Francisco, Californië, en vindt plaats op elke derde zondag in de maand mei. De route gaat van de Baai van San Francisco in het oosten door de stad naar de Stille Oceaan in het westen, daar waar de oceaanbranding op het strand breekt. Zo gaan de deelnemers van de baai naar de brekers.

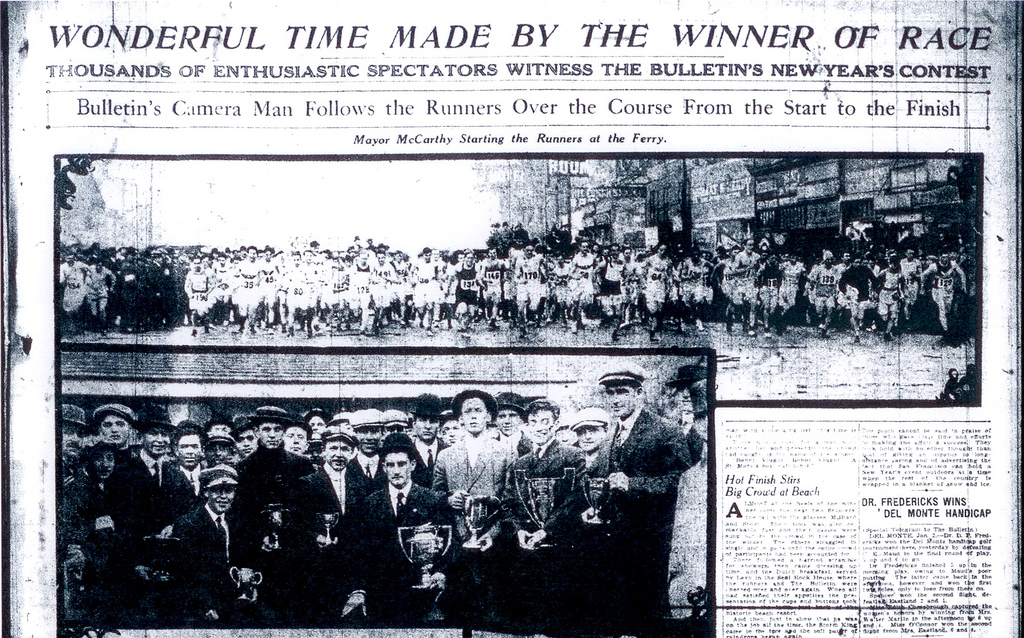
Voorpaginanieuws van de eerste "Cross City Race"

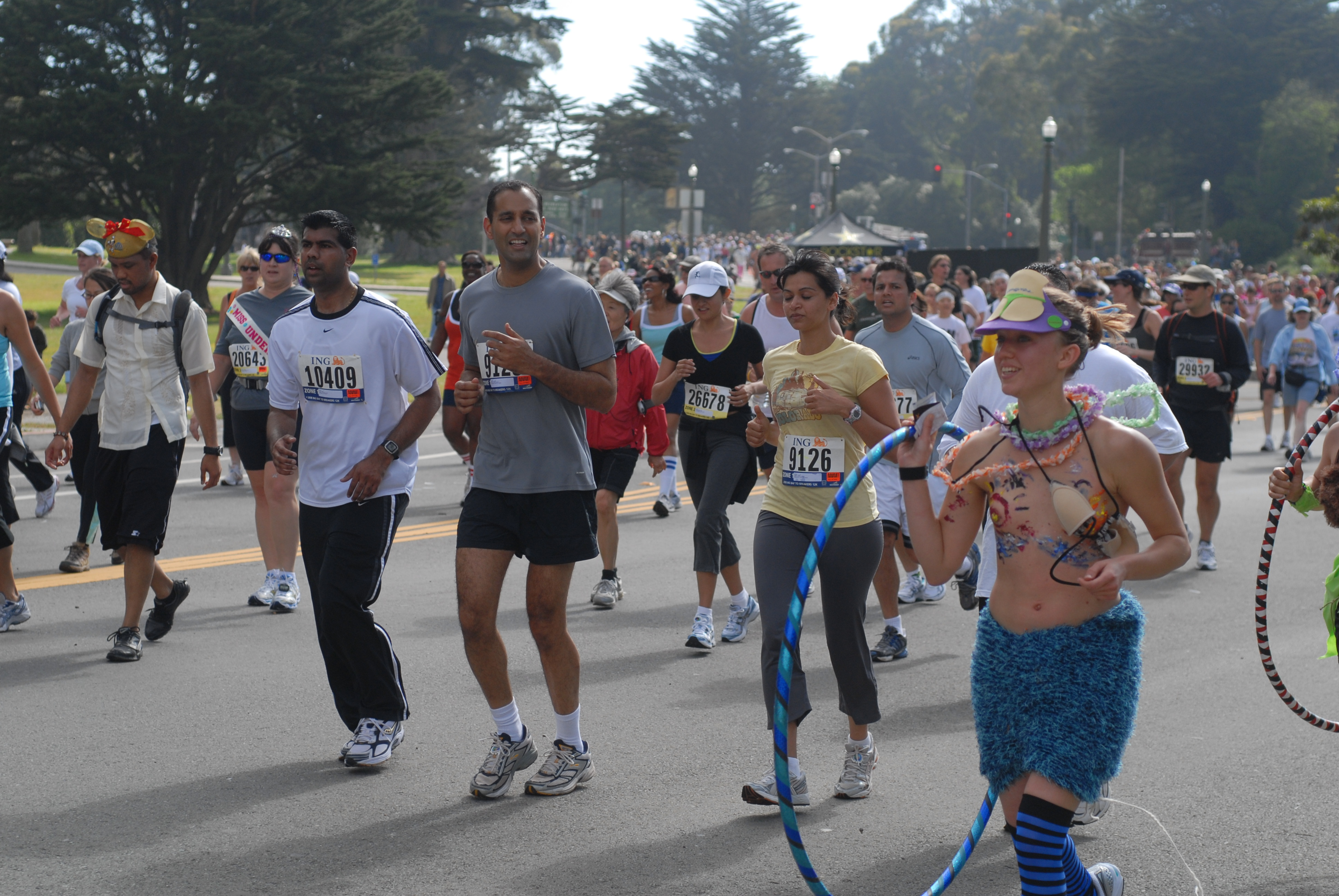
Er zijn serieuze lopers en lopers die voor de lol meedoen.

## Geschiedenis
Om het moreel van de stad na de verwoestende aardbeving van San Francisco van 1906 op te poetsen, werd deze wedloop georganiseerd op 1 januari 1912 als eerste jaarlijkse “Cross-City Race”. Vanaf 1928 vond deze steeds later in het jaar plaats tot tegenwoordig in de maand mei. De eerste wedstrijd werd gewonnen door Robert J. (Bobby) Vlught. Vrouwen mochten lange tijd niet meedoen, maar in 1940 liep Bobbie Burke toch mee. Ze was verkleed als een man.
Het aantal deelnemers liep gaande de jaren steeds verder terug. Gedurende de Tweede Wereldoorlog waren het minder dan 50.
Er waren in 1963 nog maar 25 deelnemers. In 1965 werd de race hernoemd tot "Bay to Breakers". Sinds 1966 komt de sponsoring van het Amerikaanse dagblad The San Francisco Examiner. Het was overigens Examiner sportjournalist Walt Daley die de nieuwe naam in 1964 bedacht.
Vanaf 1971 werden vrouwen officieel toegelaten tot het evenement.
Met 110.000 deelnemers - wellicht gesteund door de toenmalige loop-rage - werd de editie van 18 mei 1986 officieel door het Guinness Book of Records erkend als 's werelds grootste wegwedstrijd. Later was de opkomst 60.000 tot 80.000, tot het record in 2010 werd verbroken door de "Run for Pasig" in de Filipijnen. Zeker de helft van de deelnemers schrijft zich niet in voor het evenement en zij hebben daarom geen startnummer. Deze groep wordt als “Bandits” aangeduid.
In 1981 liep iemand naakt mee en in de latere jaren waren er meer naakte deelnemers. Ze zijn georganiseerd onder de naam Bare to Breakers. Bloot is officieel niet toegestaan, maar de toeschouwers vinden het leuk en er wordt niet tegen opgetreden.

## De route
De 12 kilometer lange route start aan de oostzijde van de stad nabij The Embarcadero langs de baai van San Francisco en voert via Alamo Square richting Golden Gate Park naar de finish op "Great Highway" bij de Ocean Beach.

## Duizendpoten

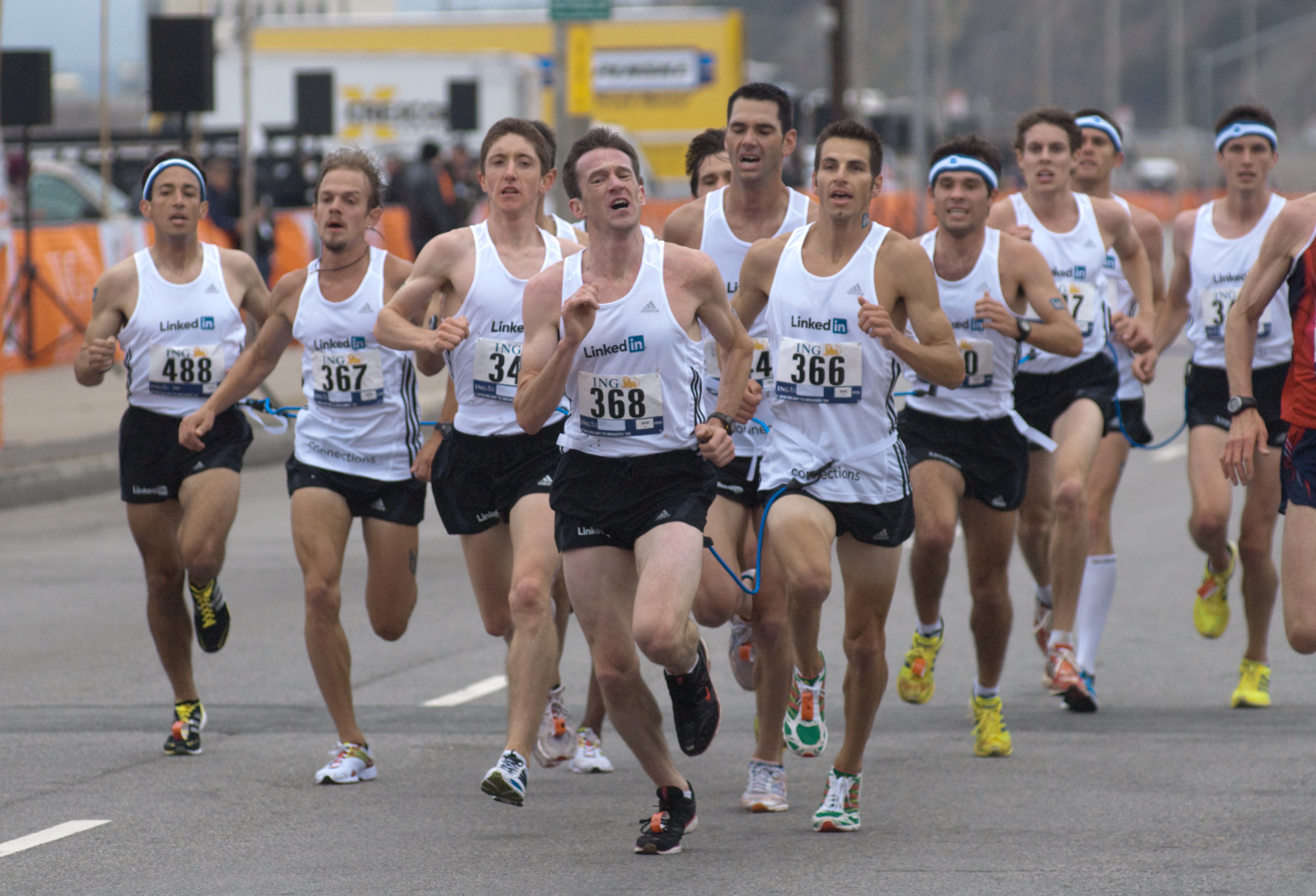
In 2010 won de duizendpoot LinkedIn.

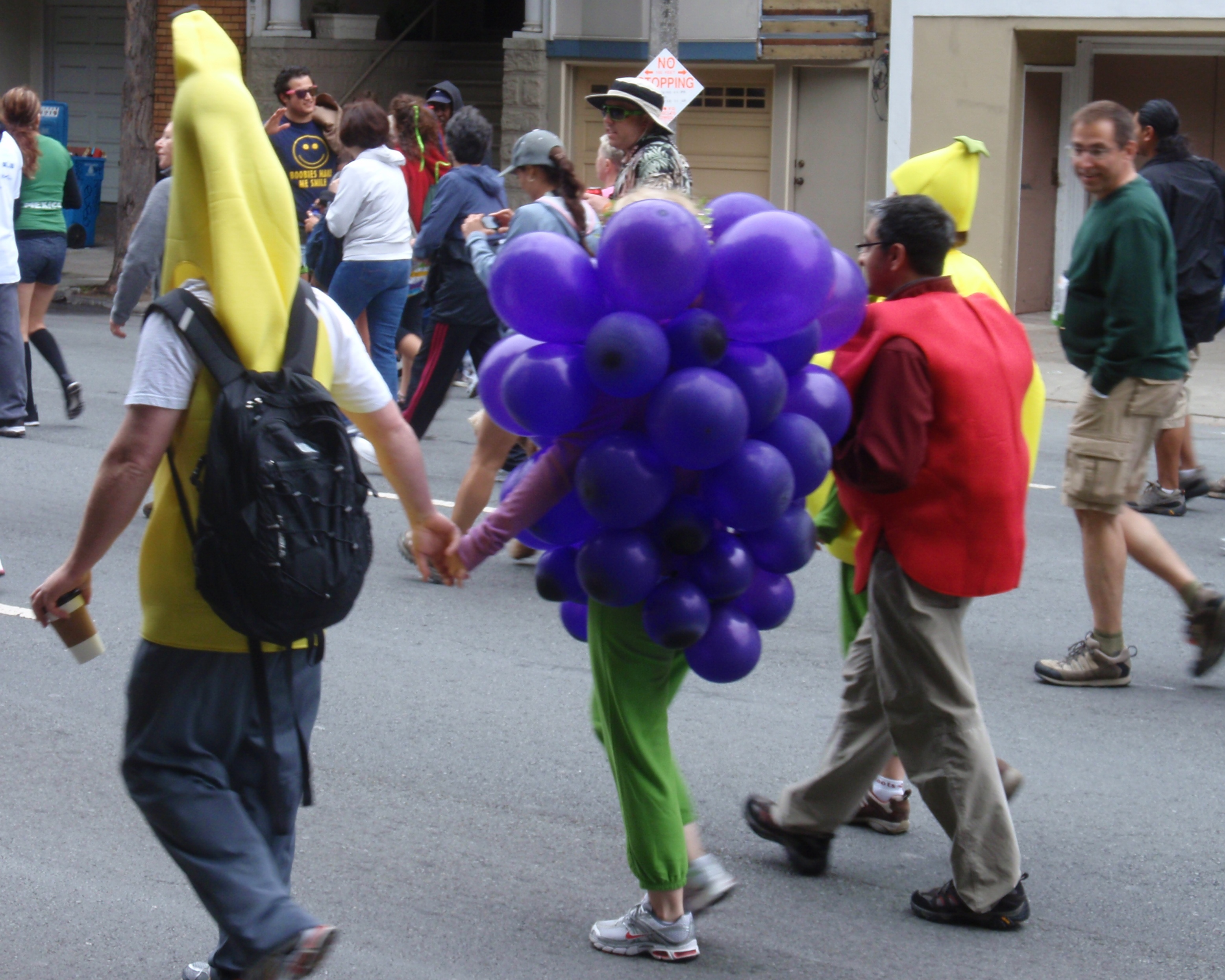
Velen luisteren het spektakel op met speciale kostuums.

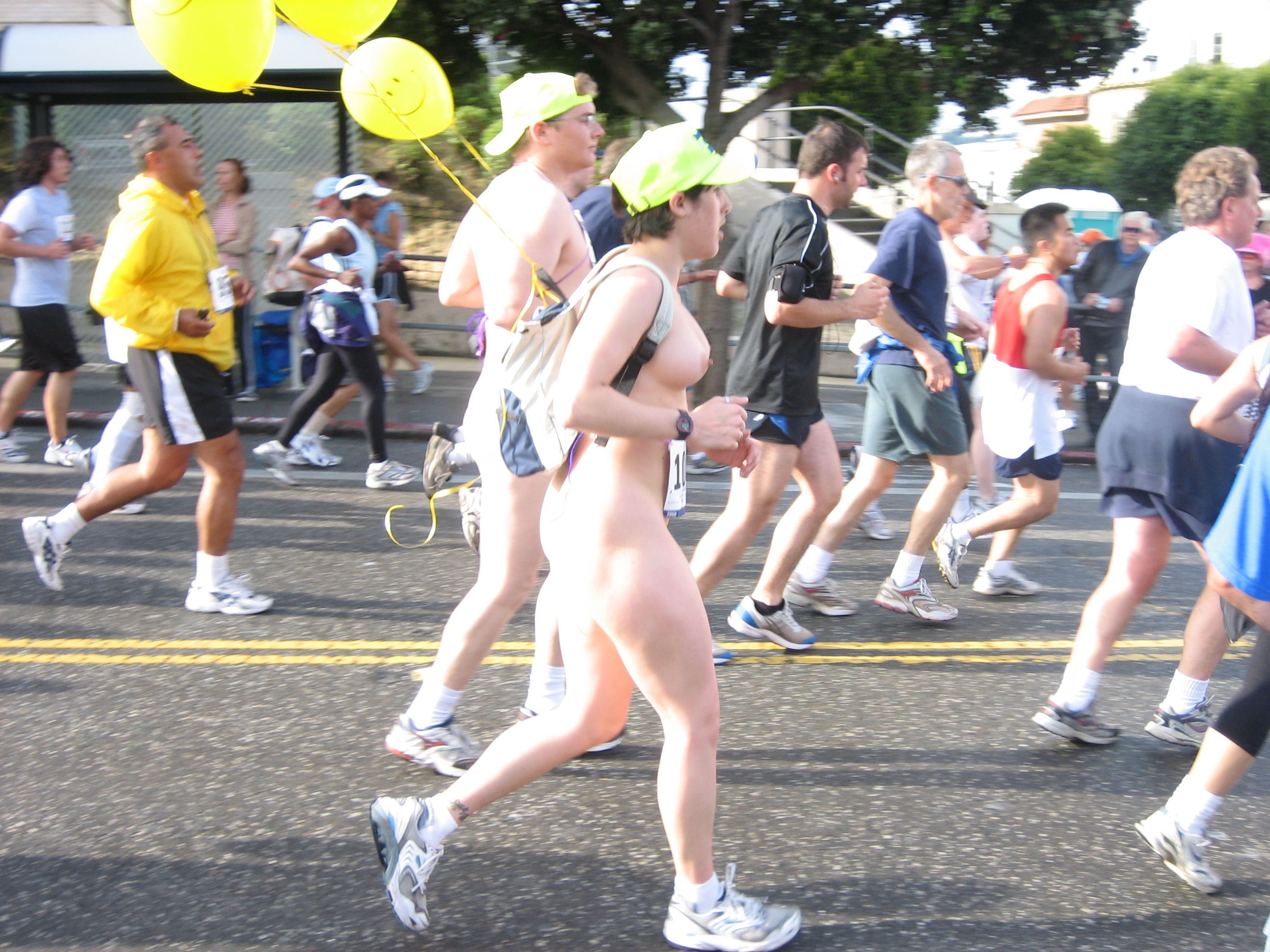
Gekleed, maar ook ongekleed wordt er meegelopen.

In 1990 deden voor het eerst ook teams aan de wedstrijd mee.
De oprichting van het eerste sportteam wordt toegeschreven aan Dwayne "Peanut" Harms, die er ook zelf deel van uitmaakte. Hij was lid was van het mannenteam van de Universiteit van Californië - Davis, en een “Aggie”, dat wil zeggen een student of afgestudeerde in de landbouw, in het Engels agriculture.
Het was loper Douglas L. Peck, ook een “Aggie”, die het als apart onderdeel van de race maakte. Hierbij zijn dertien lopers verbonden als een eenheid getiteld "duizendpoot", vanwege de vele benen die een team gezamenlijk heeft.
Peck liep zelf als "Hoofdpoot". Dat wil zeggen dat hij de leider was van de duizendpoot.
Een extra loper - de ”drijver” genoemd en meestal de teamcaptain - mag in een ander of langzamer tempo dan het team lopen of de plaats innemen van een loper die uitvalt. De strijd tussen de duizendpoten is zeer concurrerend. De mannen-duizendpoot - winnaar in 2008 - was sneller dan het vrouwen parcours-record. Bay to Breakers is ook het officiële wereldkampioenschap voor duizendpoten.

## Volksstratenloop
Direct achter de wedstrijdlopers starten de recreatieve lopers. Omdat zij niet allemaal tegelijk over de startlijn kunnen, wacht men geduldig het moment af met een zogenoemde "Tortilla Toss". Hierbij worden er tortilla’s over en weer naar elkaar gegooid.
Veel van de lopers hebben zich uitgedost met speciale kostuums. Een aantal loopt schaars gekleed of naakt mee (met alleen schoenen en een hoedje), al dan niet voorzien van bodypaint.
Een bepaalde groep deelnemers is jaarlijks als zalm gekleed om tegen de stroom - dus in omgekeerde richting - van de brekers naar de baai te lopen. Hoewel bedoeld als loopfestijn, rijden er ook praalwagens mee, vaak voorzien van muziekinstallaties en dj’s. Op diverse podia langs de route staan vele lokale bands en dj's die deze gebeurtenis een feestelijk karakter geven. Een populaire ontmoetingsplek is onder andere het Alamo Square Park. Bij de finish komen de deelnemers bijeen op het “Footstock” (als verwijzing naar Woodstock) waar men kan genieten van muzikale acts en optredens.
Het evenement staat in het teken van respect voor elkaar en het ieder in haar of zijn waarde laten. Vanuit pers en organisatie wordt dit gekoesterd. De overheid onderneemt echter sinds februari 2009 steeds pogingen om praalwagens, fietsen, skateborden, maar ook zaken als alcoholgebruik en naaktheid in het evenement te verbieden. Voor wat betreft fietsen en race-buggy’s zijn er inmiddels duidelijke regels.